# 라이프 언익스펙티드
라이프 언익스펙티드(Life Unexpected)는 The CW에서 2010년 1월 18일부터 2011년 1월 18일까지 방영된 드라마이다.

## 출연
- 브릿 로버트슨 - 럭스 캐시디(Lux Cassidy)
- 시리 애플비 - 캐서린 캐시디(Catherine Cassidy)
- 크리스토퍼 폴라하 - 너새니얼 배자일(Nathanial Bazile)
- 커 스미스 - 라이언 토머스(Ryan Thomas)
- 오스틴 베이시스 - 매슈 로저스(Matthew Rogers)
- 크세니야 솔로 - 나타샤 시비아크(Natasha Siviac)
- 숀 시포스 - 에릭 대니얼스(Eric Daniels)